# بلقیس مدقق
بلقیس مدقق (زاده: ۱۳۵۴، ولایت تخار) سیاست‌مدار افغانستانی و نماینده مردم تخار در دوره پانزدهم مجلس نمایندگان افغانستان است.

## زندگی‌نامه
بلقیس مدقق متولد ۱۳۵۴ از ولایت تخار افغانستان است. وی دارای تحصیلات تا مقطع چهاردهم است.

## دیگر فعالیت‌ها
- معلم و معاون لیسه/دبیرستان[۱]